# Gloskär och Örskär
Gloskär och Örskär är en ö i Åland (Finland). Den ligger i Skärgårdshavet och i kommunen Lemland i landskapet Åland, i den sydvästra delen av landet. Ön ligger omkring 11 kilometer sydöst om Mariehamn och omkring 270 kilometer väster om Helsingfors.
Öns area är 5 hektar och dess största längd är 410 meter i sydväst-nordöstlig riktning.